# Патера, Павел
Па́вел Па́тера (чеш. Pavel Patera; 6 сентября 1971, Кладно, Чехословакия) — чешский хоккеист, центральный нападающий. Патера был выбран в 6 раунде под общим 153 номером на Драфте НХЛ в 1998 году клубом «Даллас Старз».

## Биография
Начал играть на профессиональном уровне за ХК «Кладно» из родного города. Перед сезоном 1996/97 вместе с Мартином Прохазкой и Отакаром Вейводой, партнёрами по звену в «Кладно» и сборной Чехии, перебрался в AIK, выступающий в Шведской хоккейной лиге. Однако через год оба хоккеиста покинули команду: Прохазка подписал контракт с клубом НХЛ «Торонто Мейпл Лифс» летом 1997, а Вейвода перед сезоном 1997/98 получил тяжёлую травму. Патера в 1998 году уехал в Чехию и стал игроком «Всетина» из местного чемпионата.
Всего через полтора года его задрафтовал «Даллас Старз» и Патера отправился в НХЛ. Но он провёл только 12 игр за «Звёзд», после чего вернулся в ХК «Всетин». В межсезонье Павел Патера подписал контракт с «Миннесотой Уайлд», но ему снова не удалось закрепиться в Северной Америке. Отыграв лишь 20 матчей, он остаток сезона провёл в низшей лиге, в клубе «Кливленд», а потом решил переехать в Европу. После трёх матчей за родной «Кладно», заключил соглашение с командой «Авангард Омск» из России.
С 2001 по 2004 годы Павел Патера играл за «Авангард» и был одним из первых легионеров омской команды. Вместе с Томашем Власаком и старым партнёром Мартином Прохазкой он составлял ударную тройку «Авангарда», которая по итогам сезона 2002/2003 годов стала самой результативной в российской Суперлиге. Патера поделил первое место в гонке бомбардиров с Власаком: оба хоккеиста набрали по 46 очков.
После «Авангарда» он выступал за шведский «Ферьестад», а также чешские клубы «Кладно» и «Оломоуц». В сезоне 2014/15 Патера в 48 играх за «Оломоуц» забросил 8 шайб и сделал 6 результативных передач. 4 июня 2015 года 43-летний хоккеист завершил карьеру.
После окончания карьеры стал тренером. В сезоне 2015/2016 был главным тренером юниорской команды (до 16 лет)  «Рытиржи Кладно», следующий сезон провел в качестве главного тренера основной команды «Рытиржи Кладно», в сезоне 2017/2018 был ассистентом главного тренера «Рытиржи Кладно». После того, как клубу не удалось пробиться в Экстралигу, ушел в отставку. 13 октября 2018 года было объявлено о том, что Павел Патера будет ассистентом главного тренера Милослава Горжавы в клубе чешской Экстралиги «Млада Болеслав».

## Статистика
- Чешская Экстралига - 953 игры, 299 шайб, 530 передач, 829 очков
- Сборная Чехии - 197 игр, 48 шайб, 41 передача, 89 очков
- Российская суперлига - 172 игры, 38 шайб, 74 передачи, 112 очков
- Шведская лига - 138 игр, 34 шайбы, 51 передача, 85 очков
- ИХЛ - 54 игры, 8 шайб, 44 передачи, 52 очка
- НХЛ - 32 игры, 2 шайбы, 7 передач, 9 очков
- Всего за карьеру в сборной и клубах - 1546 игр, 429 шайб, 747 передач, 1176 очков

## Достижения
- Чемпион мира 1996, 1999, 2000, 2001.
- Бронзовый призёр чемпионатов мира 1997, 1998.
- Чемпион Олимпийских игр 1998.
- Чемпион чешской Экстралиги 1998/99.
- Чемпион российской Суперлиги 2003/04.
- Чемпион шведской хоккейной лиги 2005/06
- Серебряный призер чешской Экстралиги 1999/2000.
- Бронзовый призер чешской Экстралиги 1993/94.
- Лучший бомбардир чешской Экстралиги 1993/94 и 1994/95.

## Личная жизнь
Женат, двое детей. Сын Павел (род.19.12.2000 г.) занимался хоккеем, сейчас хоккейный судья, дочь Доминика (род. 19.09.1995 г.) теннисистка.